# مارکو لاندوچی
مارکو لاندوچی (انگلیسی: Marco Landucci؛ زادهٔ ۲۵ مارس ۱۹۶۴) بازیکن فوتبال اهل ایتالیا است.
از باشگاه‌هایی که در آن بازی کرده‌است می‌توان به باشگاه فوتبال هلاس ورونا، باشگاه فوتبال اینتر میلان، باشگاه فوتبال فیورنتینا، باشگاه فوتبال پارما، باشگاه فوتبال برشا، باشگاه فوتبال ونتزیا، و باشگاه فوتبال آولینو اشاره کرد.